# Halkopirit
Halkopirit je mineral kemijskog sastava CuFeS2, tetragonskog kristalnog sustava, tvrdoće 31/2 - 4, i zlatno, mjedenožute boje sa zelenkastocrnim trakom.
Kao sulfid bakra i željeza, halkopirit je najvažnija bakrena ruda. Javlja se u obliku mase, a ponekad i kao kristal u mnogim geološkim okvirima, kao što su hidrotermalne žile te određeni broj metamorfnih i eruptivnih stijena. S gospodarskog je stajališta najvažnija pojava halkopirita u bakrenim naslagama porfira, gdje su žile sulfidnih minerala povezane s velikim eruptivnim intruzijama. Ondje se obično nalaze i pirit i bornit. Sa svojom zlatnom bojom, halkopirit je sličan piritu, ali je žući i ima tetragonske, a ne kubne kristale.